# Stenogobius yateiensis
Stenogobius yateiensis är en fiskart som beskrevs av Keith, Watson och Marquet 2002. Stenogobius yateiensis ingår i släktet Stenogobius och familjen smörbultsfiskar. IUCN kategoriserar arten globalt som livskraftig. Inga underarter finns listade i Catalogue of Life.